# Наука и технологија у Казахстану
Наука и технологија у Казахстану односи се на владине политике за развој науке, технологије и иновације у Казахстану.

## Стратегије развоја

### Стратегија Казахстана 2030
Стратегија Казахстана 2030 усвојена је председничким декретом 1997. године. Поред националне безбедности и политичке стабилности, фокусира се на раст заснован на економији отвореног тржишта са високим нивоом страних инвестиција, као и на здравство, образовање, енергетику, транспорт, комуникације, инфраструктуру и стручно усавршавање. 
Након што је 2010. истекао први средњорочни план имплементације, Казахстан је увео други план до 2020. године. Фокусира се на убрзање диверзификације привреде кроз индустријализацију и развој инфраструктуре; развој људског капитала; боље социјалне услуге, укључујући становање; стабилне међународне односе и стабилне међународне односе. Према попису из 2009. Казаси чине 63% становништва, а етнички Руси 24%. Мале мањине (мање од 3%) чине остатак, укључујући Узбеке, Украјинце, Белорусе и Татаре.
Два програма су у основи Стратешког плана до 2020. године, Државни програм за убрзани индустријски и иновативни развој (2011–2020) и Државни програм развоја образовања (2011–2014), оба усвојена уредбом 2010. године. Ово друго је сачињено да обезбеди приступ квалитетном образовању и поставља низ циљева. На пример, до 2020:
- 90% средњих школа користиће систем онлајн-учења;
- 52% наставника треба да има диплому или мастер;
- стандард свих средњих школа треба да се подигне на ниво Назарабајевих интелектуалних школа у земљи, које негују критичко мишљење, аутономно истраживање, дубоку анализу информација и знање казахстанског, енглеског и руског језика;
- Државне стипендије за студенте повећаће се за 25% (до 2016. године);
- 80% студената који добију своју диплому у оквиру владине шеме грантова биће запослено у својој области специјализације годину дана након дипломирања.

Државни програм за убрзани индустријски и иновативни развој фокусира се на двоструке циљеве диверзификације привреде и побољшања конкурентности Казахстана стварањем окружења које је погодније за индустријски развој и развој приоритетних привредних сектора, уз ефикасну интеракцију између владе и пословног сектора. Казахстански економски приоритети до 2020. године су пољопривреда, рударски и металуршки комплекси, енергетски сектор, нафта и гас, инжењеринг, информационе и комуникационе технологије, хемија и петрохемија. Циљеви укључују:
- подизање домаће потрошње за истраживање на 1% БДП-а до 2015. године;
- повећање броја међународно признатих патената на 30;
- отварање два центра са индустријском експертизом, три пројектна бироа и четири технолошка парка;
- подизање учешћа непримарног извоза на најмање 40% извоза до 2014. године;
- повећање продуктивности рада у производњи за фактор не мањи од 1,5 до 2020. године; и
- подизање доприноса производног сектора на најмање 12,5% БДП-а до 2020. године.

Процењује се да је до 2006. године две трећине казахстанских фирми било у приватном власништву. Цене у Казахстану су скоро потпуно тржишне, а банкарске и друге финансијске институције су много боље успостављене него другде у региону. Влада може да води дијалог са приватним предузећима преко Атамекена, удружења више од 1.000 предузећа из различитих сектора, а са страним инвеститорима преко Савета страних инвеститора, основаног 1998. године. Казахстан је ипак остао привржен државном капитализму, при чему су компаније у државном власништву и даље доминантне у стратешким индустријама. Када их је глобална финансијска криза погодила 2008. године, казахстанска влада је реаговала појачавањем свог учешћа у економији, иако је исте године створила фонд Самрук-Казина за наставак приватизације предузећа под контролом државе.
Самрук-Казина је резултат спајања два акционарска друштва 2008. године, Казахстанског холдинга за управљање државном имовином (Самрук) и Фонда за одрживи развој (Казина). Самрук-Казина је задужен за модернизацију и диверзификацију казахстанске привреде привлачењем инвестиција у приоритетне економске секторе, подстицање регионалног развоја и јачање међуиндустријских и међурегионалних веза. Нафта и гас представљају 60−70% казахстанског извоза. Смањење прихода од нафте од 2% у 2013, након пада цена, коштало је казахстанску економију 1,2 милијарде долара, рекао је Руслан Султанов, генерални директор Центра за развој трговинске политике, акционарског друштва Министарства економија и планирања буџета. Више од половине (54%) прерађених производа је извезено у Белорусију и Руску Федерацију у 2013. години, у поређењу са 44% пре усвајања Царинске уније.

### Стратегија Казахстана 2050
У децембру 2012. године, председник Нурсултан Назарбајев је најавио Стратегију Казахстана 2050 са слоганом "Јако пословање, јака држава". Ова прагматична стратегија предлаже свеобухватне друштвено-економске и политичке реформе како би Казахстан до 2050. године био међу 30 најбољих економија. У свом обраћању о стању нације из јануара 2014, председник је приметио да су „чланице ОЕЦД-а (Организација за економску сарадњу и развој) прешле пут дубоке модернизације. Оне имају висок ниво улагања, истраживања и развоја, ефикасности рада, пословних могућности и животног стандарда. Ово су стандарди за наш улазак у ред 30 најразвијенијих нација."
Обећавајући да ће становништву објаснити циљеве стратегије како би се обезбедила подршка јавности, председник је истакао да „добробит грађана треба да буде најважнији показатељ нашег напретка“. На институционалном нивоу, обећао је да ће створити атмосферу фер конкуренције, правде и владавине права и да ће „обликовати и применити нове стратегије за борбу против корупције“. Обећавајући локалним самоуправама већу аутономију, он је подсетио да „оне морају да буду одговорне јавности“. Заложио се за увођење принципа меритократије у кадровску политику за државна предузећа и компаније. Председник је препознао "потребу ажурирања односа између државе и невладиних организација и приватног сектора" и најавио програм приватизације. Влада и државни фонд Самрук-Казина требало је да саставе списак државних предузећа за приватизацију у првој половини 2014.
Прва фаза Стратегије до 2050. фокусира се на "модернизацијски скок" до 2030. године. Циљ је развој традиционалних индустрија и стварање прерађивачког индустријског сектора. Као узори се наводе Сингапур и Република Кореја. Друга фаза до 2050. ће се фокусирати на постизање одрживог развоја путем преласка на економију знања која се ослања на инжењерске услуге. Током ове друге фазе у традиционалним секторима ће се производити добра са високом додатном вредношћу. У циљу глатке транзиције ка економији знања, биће реформисана законска регулатива која се односи на ризични капитал, заштиту интелектуалне својине, подршку истраживању и иновацијама и комерцијализацију научних резултата. Трансфер знања и технологије биће кључни фокус, уз успостављање истраживачких и инжењерских центара, у сарадњи са страним компанијама. Мултинационалне компаније које раде у главним секторима нафте и гаса, рударства и топионица биће подстакнуте да створе индустрије за набавку потребних производа и услуга. Технолошки паркови ће бити ојачани, као што је нови иновативни интелектуални кластер на Универзитету Назарбајев у Астани и парк информационих технологија Алатау у Алматију.
У својој Стратегији за 2050. Казахстан даје себи 15 година да развије економију знања. Нови сектори ће се створити током сваког петогодишњег плана. Први од њих, који покрива године 2010−2014, био је фокусиран на развој индустријских капацитета у производњи аутомобила, авио-инжењерингу и производњи локомотива, путничких и теретних вагона. У другом петогодишњем плану до 2019. године циљ је развој извозних тржишта за ове производе. Да би Казахстану омогућила да уђе на светско тржиште геолошких истраживања, земља намерава да повећа ефикасност традиционалних рударских сектора као што су нафта и гас. Такође намерава да развија ретке земне метале, с обзиром на њихов значај за електронику, ласерску технологију, комуникациону и медицинску опрему. Други петогодишњи план поклапа се са израдом мапе пута Бизнис 2020 за мала и средња предузећа, која предвиђа доделу грантова и микрокредита малим и средњим предузећима у регионима. Влада и Национална предузетничка комора такође планирају да развију ефикасан механизам за помоћ стартап предузећима.
Током наредних петогодишњих планова до 2050. године биће успостављене нове индустрије у областима као што су мобилне, мултимедијалне, нано- и свемирске технологије, роботика, генетски инжењеринг и алтернативна енергија. Предузећа за прераду хране ће се развијати са циљем да се земља претвори у великог регионалног извозника говедине, млечних и других пољопривредних производа. Сорте усева са ниским приносом и захтевима за пуно воде биће замењене биљним, уљним и сточним производима. Стратегија Казахстана до 2050. утврђује циљ преполовљења удела енергетских прихода у БДП-у и осигурава да не-ресурсна добра представљају 70% извоза до 2050. године. Као део преласка на „зелену економију“ до 2030. године, 15% површина биће обрађено технологијама које штеде воду. Формираће се експериментални аграрни и иновативни кластери и развијати генетски модификовани усеви отпорни на сушу.
Развој инфраструктуре је приоритет. У свом говору о стању нације у јануару 2014, председник је рекао да су тренутно у изградњи аутопутеви који ће повезати казахстанске градове и претворити Казахстан у логистички центар који повезује Европу и Азију. „Коридор Западна Европа – Западна Кина је скоро завршен и гради се железничка линија до Туркменистана и Ирана за транспорт робе до лука у Заливу“, рекао је председник. „Требало би да повећамо капацитет казахстанске луке Актау и да поједноставимо извозно-увозне процедуре. По завршетку, 1.200 км дуга железничка пруга Жезказган–Шалкар–Беинеј повезаће исток и запад земље, обезбеђујући приступ каспијском и кавкаском региону на западу и кинеској луци Лианиунганг на обали Пацифика на истоку."
Традиционални енергетски сектор такође треба да се развија. Постојеће термоелектране, од којих многе већ користе технологије за уштеду енергије, биће опремљене технологијама чисте енергије. Истраживачки центар о енергији будућности и зеленој економији биће успостављен до одржавања Expo 2017. У јавни превоз треба да се уведу еколошки прихватљива горива и електрична возила. Биће основана и нова рафинерија за производњу гаса, дизела и авио горива. Обдарен највећим светским резервама уранијума, Казахстан такође планира да изгради нуклеарне електране како би задовољио растуће енергетске потребе земље.
У фебруару 2014. године Национална агенција за технолошки развој потписала је уговор са Исламском корпорацијом за развој приватног сектора и приватним инвеститором за оснивање Централноазијског фонда за обновљиву енергију. У наредних 8-10 година, фонд ће улагати у казахстанске пројекте за обновљиве и алтернативне изворе енергије, са почетним износом од 50-100 милиона америчких долара, од чега две трећине долази из приватних и страних инвестиција.
Међу циљевима Казахстанске стратегије 2050 су:
- Казахстан треба да повећа БДП по глави становника са 13 000 УСД у 2012. на 60 000 УСД до 2050. године;
- С обзиром да ће градско становништво порасти са 55% на 70% од укупног броја, градови ће до 2050. године бити повезани висококвалитетним путевима и брзим транспортом (возовима);
- Мала и средња предузећа би требало да производе до 50% БДП-а до 2050. године, у поређењу са 20% тренутно;
- Казахстан ће постати водећи евроазијски центар медицинског туризма (могуће увођење универзалног здравственог осигурања);
- Годишњи раст БДП-а треба да достигне најмање 4%, уз повећање обима инвестиција са 18% на 30%;
- Не-ресурсна добра ће представљати 70% извоза и преполовити учешће енергије у БДП-у; бруто домаћи расходи за истраживање и експериментални развој ће порасти на 3% БДП-а како би се омогућио развој нових сектора високе технологије;
- Као део преласка на "зелену економију", до 2030. године, 15% површина треба да се обрађује технологијама које штеде воду; аграрна наука треба да се развија; треба да се успоставе експериментални аграрни и иновациони кластери; треба да се развију генетски модификовани усеви отпорни на сушу;
- истраживачки центар о будућој енергији и зеленој економији треба да буде покренут до 2017. године; и
- геолошки кластер школа треба да буде покренут на Универзитету Назарбајев до 2015.

Председник Назарбајев, који је поднео оставку у марту 2019. после скоро 30 година на власти, представио је План нације у мају 2015. којим се Стратегија Казахстана 2050. претвара у 100 конкретних корака. Ови кораци су груписани у пет институционалних реформи: формирање професионалног државног апарата; владавина права; индустријализација и привредни раст; идентитет и јединство; и формирање одговорне владе.
Један од делова Плана нације је Међународни технолошки парк Астана, који је отворен у новембру 2018. у оквиру програма Дигитал Казахстан.
Акцелераторски програм парка потиче од корака 63 Плана нације. Астана парк је један од три главна технолошка парка у земљи, заједно са Алатау Парком за иновативну технологију (2005) и Тех Гарденом, основаним 2015.

## Правни оквир за науку и иновације
У фебруару 2011. Казахстан је усвојио Закон о науци. Закон обухвата образовање, науку и индустрију. Успоставио је националне истраживачке савете у приоритетним областима, укључујући и казахстанске и стране научнике, чиме је омогућила казахстанским научницима да учествују у доношењу одлука на високом нивоу. Одлуке које доносе национални истраживачки савети извршавају Министарство просвете и науке и ресорна министарства. Закон је дао приоритет следећим областима: енергетска истраживања; иновативне технологије у преради сировина; теоријске науке; науке о животу; и основна истраживања. Увео је три тока финансирања истраживања:
- основно финансирање за подршку научне инфраструктуре, имовине и плата;
- грант средства за подршку истраживачким програмима; и
- програмско циљано финансирање за решавање стратешких изазова.

Оригиналност овог оквира финансирања је да јавне истраживачке институције и универзитети могу користити средства за улагање у научну инфраструктуру и комуналне услуге, информационе и комуникационе алате и за покривање трошкова особља. Средства се исплаћују путем позива за подношење предлога и тендера.
Закон о науци успоставио је систем стручног прегледа за пријаве за грантове за истраживање са универзитета и истраживачких института. Ове конкурсне грантове испитују национални истраживачки савети. Влада такође планира да повећа удео финансирања за примењена истраживања на 30 одсто и за експериментални развој на 50 одсто, остављајући 20 одсто за основна истраживања. Закон је увео промену у порески закон којом се смањује порез на добит предузећа за 150% како би се надокнадили трошкови предузећа за истраживање. Паралелно, закон проширује заштиту интелектуалне својине. Поред тога, јавна и приватна предузећа имају право на државне кредите, како би се подстакла комерцијализација резултата истраживања и привукле инвестиције. Како би обезбедила кохерентност, независност и транспарентност у управљању пројектима и програмима који укључују науку, технологију и иновације, Влада је у јулу 2011. године основала Национални центар за државно научно-техничко вештачење. Акционарско друштво, центар управља националним истраживачким саветима, прати текуће пројекте и програме и оцењује њихов утицај, уз одржавање базе података пројеката.
У оквиру Државног програма за убрзани индустријски и иновативни развој, у јануару 2012. године усвојен је закон о пружању државне подршке индустријским иновацијама. Овај закон успоставља правне, економске и институционалне основе за индустријске иновације у приоритетним секторима привреде и идентификује средства државне подршке. У оквиру истог програма, Министарство индустрије и нових технологија израдило је Међуиндустријски план за подстицање иновација кроз давање грантова, инжењерских услуга, бизнис инкубатора и тако даље.

## Технолошка политика
Савет за технолошку политику основан је 2010. године у оквиру Државног програма за убрзани индустријски и иновативни развој. Савет за технолошку политику је одговоран за формулисање и спровођење државне политике о индустријским иновацијама. Национална агенција за технолошки развој, која је основана 2011. године, координира технолошке програме и подршку владе. Спроводи предвиђања и планирање, прати програме, одржава базу података о иновационим пројектима и њиховој комерцијализацији, управља релевантном инфраструктуром и сарађује са међународним телима ради добијања информација, образовања и финансирања. Главни фокус иновационе политике за прве три године (2011–2013) је да предузећа учини ефикаснијим кроз трансфер технологије, технолошку модернизацију, развој пословне способности и увођење релевантних технологија. Следеће две године биће посвећене развоју нових конкурентних производа и процеса за производњу. Фокус ће бити на развоју пројектног финансирања, укључујући и заједничка улагања. Паралелно, биће уложени напори да се организују јавни догађаји, као што су семинари и изложбе, како би се јавности предочиле иновације.
Између 2010. и 2012. године, технолошки паркови су успостављени у областима источног, јужног и северног Казахстана (административне јединице) и у главном граду Астани. Центар за металургију је такође основан у источној Казахстанској области, као и Центар за нафтне и гасне технологије, који ће бити део планираног Каспијског енергетског чворишта. Центар за комерцијализацију технологије основан је у оквиру Националног научног и технолошког холдинга Парасат, акционарског друштва основаног 2008. године, 100% у државном власништву. Центар подржава истраживачке пројекте у технолошком маркетингу, заштити интелектуалне својине, уговорима о лиценцирању технологије и стартап-овима. Центар планира да спроведе технолошку ревизију у Казахстану и да преиспита правни оквир који регулише комерцијализацију резултата истраживања и технологије.

## Финансирање истраживања

### Инвестициони трендови, 2010–2015.
Казахстан је посветио 0,18% БДП-а за истраживање и развој у 2013. и 0,17% БДП-а за истраживање и развој у 2015. години, што је пад са десетогодишњег максимума од 0,28% из 2005. године. Економија је расла брже (за 6% у 2013.) од бруто домаћих расхода за истраживање и развој. Све док економски раст остане снажан, биће тешко подићи ниво потрошње земље на истраживање и развој на 1% БДП-а до 2015. године, што је амбициозни циљ Државног програма за убрзани индустријски и иновативни развој, који је усвојен 2010. Стратегија Казахстана до 2050. утврђује циљ да се 3% БДП-а посвети истраживању и развоју до 2050. Казахстан је био рангиран на 79. месту у Глобалном индексу иновација 2021. године.
2011. године, сектор пословних предузећа финансирао је половину свих истраживања (52%), влада једну четвртину (25%) и високо образовање једну шестину (16,3%). Од 2007. године удео пословног сектора у истраживању је напредовао са 45% на 52%, углавном на штету удела државе, који је смањен са 37% на 25% укупне потрошње. Удео приватног непрофитног сектора попео се са једва 1% у 2007. на 7% у 2011. години. Истраживања су и даље углавном концентрисана у највећем граду и бившој престоници земље, Алмати, где живи 52% истраживачког особља.
Јавна истраживања су углавном ограничена на институте, а универзитети дају само симболичан допринос. Истраживачки институти добијају средства од националних истраживачких савета под окриљем Министарства просвете и науке. Њихова производња, међутим, има тенденцију да буде одвојена од потреба тржишта.
Само једна од осам (12,5%) производних фирми била је активна у иновацијама у 2012. години, према истраживању УНЕСКО-овог института за статистику. Предузећа радије купују технолошка решења која су већ оличена у увозним машинама и опреми. Само 4% фирми купује лиценцу и патенте који долазе са овом технологијом. Чини се да постоји растућа потражња за производима истраживања, чак и ако већина индустријских предузећа не спроводи сама истраживања, пошто су предузећа потрошила 4,5 пута више на научне и технолошке услуге у 2008. него у 1997.
Издаци за иновације су се више него удвостручили у Казахстану између 2010. и 2011. године, што представља 235 милијарди КЗТ (казихтанска тенга) (око 1,6 милијарди УСД), или око 1,1% БДП-а. Око 11% од укупног износа потрошено је на истраживање и развој. Ово се пореди са око 40–70% издатака за иновације у развијеним земљама. Ово повећање је било због наглог пораста дизајна производа и увођења нових услуга и производних метода током овог периода, науштрб набавке машина и опреме која је традиционално чинила највећи део расхода за иновације у Казахстану. Трошкови обуке представљали су само 2% издатака за иновације, што је много мањи удео него у развијеним земљама.

#### Инвестициони трендови, 2015–2018.
До 2018. године, инвестиције у истраживање и развој су пале на 0,12% БДП-а. У истој години, пословни сектор је потрошио 43% укупних издатака за истраживање и развој.

### Фонд за науку
Влада је 2006. године основала Фонд за науку у оквиру Државног програма за развој науке 2007−2012, у циљу подстицања тржишно оријентисаног истраживања кроз подстицање сарадње са приватним инвеститорима. Око 80% исплаћених средстава иде истраживачким институтима. Фонд обезбеђује грантове и зајмове за пројекте у примењеним истраживањима у приоритетним областима за улагања, како их је идентификовао владин Високи научни технолошки комитет, на чијем челу је премијер. За период 2007−2012, то су:
- угљоводоници, рударски и топионички сектори и повезана услужна подручја (37%);
- биотехнологије (17%);
- информационе и свемирске технологије (11%);
- технологије нуклеарне и обновљиве енергије (8%);
- нанотехнологије и нови материјали (5%);
- остало (22%).

Државни програм развоја науке 2007−2012. предвиђао је да Фонд за науку до 2010. треба да усмери 25% свих средстава за науку. Међутим, након што их је 2008. погодила светска финансијска криза, владин допринос фонду је опао. Фонд се прилагодио тако што је понудио флексибилније услове, као што су кредити без камате и пореза, и продужио рок зајма до 15 година. Паралелно, казахстански научници су охрабрени да допру до западних партнера.

## Трендови у образовању и истраживању
Казахстан посвећује мање образовању (2,8% БДП-а 2014.) него Киргистан (5,5% БДП-а у 2014.) или Таџикистан (5,2% БДП-а у 2014.). Удео у БДП-у намењен високом образовању остао је стабилан од 2005. године, али скроман: 0,43% БДП-а у 2014. Казахстан је ипак направио велике кораке у побољшању квалитета образовања током протекле деценије. Сада планира да генерализује квалитетно образовање подизањем стандарда свих средњих школа на ниво Назарабајевих интелектуалних школа до 2020. године, које негују критичко мишљење, аутономно истраживање, дубоку анализу информација и знање казахстанског, енглеског и руског језика. Казахстан генерализује наставу страних језика у школама и на универзитету, како би олакшао међународне везе. Универзитет Назарбајев је креиран као међународни истраживачки универзитет. Казахстанска влада је обећала да ће повећати универзитетске стипендије за 25% до 2016.
Влада је 2007. године усвојила тростепени систем диплома, магистара и доктора наука, који постепено замењује совјетски систем кандидата и доктора наука. Казахстан је 2010. године постао једина централноазијска чланица Болоњског процеса. Овај процес настоји да усклади системе високог образовања у циљу стварања Европског простора високог образовања. Неколико високошколских установа у Казахстану (од којих је 90 приватних) су чланице Европске универзитетске асоцијације.
У 2013. години, сектор високог образовања је извршио 31% истраживања у 2013. години и запослио више од половине (54%) истраживача. У Казахстану је било 1.046 истраживача на милион становника. У централној Азији, само Узбекистан има већу густину истраживача: 1.097 на милион становника 2011. Глобални просек у 2014. био је 1.083 истраживача на милион становника.
Казахстан одржава родни паритет од распада Совјетског Савеза раних 1990-их. У 2013. години 51,5% казахстанских истраживача биле су жене. Казахстанске жене су доминирале медицинским и здравственим истраживањима и представљале су 45–55% истраживача у инжењерству и технологији. У пословном сектору, сваки други истраживач је била жена.

## Трендови у резултатима истраживања
Број научних радова објављених у Централној Азији порастао је за скоро 50% између 2005. и 2014. године, вођен Казахстаном, који је претекао Узбекистан у овом периоду и постао најплоднији научни издавач у региону, према Thomson Reuters' Web of Science. Казахстански научници се специјализују за физику, а затим за хемију. Између 2005. и 2014. казахстански научници су утростручили своју делатност на 600 чланака за годину дана. Они су произвели 35% централноазијских чланака 2005. године и чак 56% 2014. године. Резултат је ипак скроман. У Казахстану је 2014. било 36 чланака на милион становника, у поређењу са 15 на милион за Киргистан, 11 на милион за Узбекистан и 5 на милион и за Таџикистан и Туркменистан.
Развој више међународних партнерстава може објаснити нагли пораст казахстанских публикација. Главни партнери казахстанских научника између 2008. и 2014. били су руски, а затим амерички, немачки, британски и јапански научници.
Упркос стално ниским инвестицијама у истраживање свих пет централноазијских република, националне развојне стратегије се ипак фокусирају на развој економија знања и нових високотехнолошких индустрија. Међутим, само пет казахстанских патената је регистровано у Америчком заводу за патенте и жигове између 2008. и 2013. године, у поређењу са три за узбекистанске проналазаче и ниједан за остале три централноазијске републике, Киргистан, Таџикистан и Туркменистан.
Казахстан је главни трговац високотехнолошким производима у Централној Азији. Казахстански увоз се скоро удвостручио између 2008. и 2013. године, са 2,7 милијарди долара на 5,1 милијарду долара. Дошло је до пораста увоза рачунара, електронике и телекомуникација; ови производи су представљали инвестицију од 744 милиона УСД у 2008. и 2,6 милијарди УСД пет година касније. Раст извоза је био постепенији – са 2,3 милијарде долара на 3,1 милијарду долара – и доминирали су хемијски производи (осим фармацеутских), који су представљали две трећине извоза у 2008. (1,5 милијарди долара) и 83% (2,6 милијарди долара) у 2013.

## Међународна сарадња
Као и остале четири централноазијске републике, Казахстан је члан неколико међународних тела, укључујући Организацију за европску безбедност и сарадњу, Организацију за економску сарадњу и Шангајску организацију за сарадњу. Казахстан и остале четири републике су такође чланице Програма регионалне економске сарадње Централне Азије (CAREC), који такође укључује Авганистан, Азербејџан, Кину, Монголију и Пакистан. У новембру 2011. године, 10 земаља чланица усвојило је CAREC 2020 стратегију, нацрт за унапређење регионалне сарадње. Током деценије до 2020. године, 50 милијарди америчких долара се улаже у приоритетне пројекте у транспорту, трговини и енергетици како би се побољшала конкурентност чланица. Централноазијске републике које немају излаз на море су свесне потребе за сарадњом у циљу одржавања и развоја својих транспортних мрежа и енергетских, комуникационих и система за наводњавање. Само се Казахстан и Туркменистан граниче са Каспијским језером и ниједна република нема директан приступ океану, што отежава транспорт угљоводоника, посебно на светска тржишта.
Казахстан је такође један од три оснивача Евроазијске економске уније 2014, заједно са Белорусијом и Руском Федерацијом. Јерменија и Киргистан су се од тада придружиле овом телу. Пошто је сарадња међу државама чланицама у науци и технологији већ значајна и добро кодификована у правним текстовима, очекује се да ће Евроазијска економска унија имати ограничен додатни утицај на сарадњу између јавних лабораторија или академске заједнице, али може да подстакне пословне везе и научну мобилност, јер укључује одредбе о слободном промету рада и јединствене патентне прописе.
Казахстан је учествовао у два истраживачка програма која је покренула претходница Евроазијске економске уније, Евроазијска економска заједница. Први је Програм иновативних биотехнологија (2011–2015). Укључује Белорусију, Казахстан, Руску Федерацију и Таџикистан. У оквиру овог програма додељене су награде на годишњој изложби и конференцији биоиндустрије. У 2012. години учествовало је 86 руских организација, три из Белорусије, једна из Казахстана и три из Таџикистана, као и две научно-истраживачке групе из Немачке. Тада је Владимир Дебабов, научни директор Државног истраживачког института за генетику и селекцију индустријских микроорганизама „Генетика“ у Руској Федерацији, истакао изузетан значај развоја биоиндустрије. „У данашњем свету постоји јака тенденција преласка са петрохемијских на обновљиве биолошке изворе“, рекао је он. "Биотехнологија се развија два до три пута брже од хемикалија."
Други пројекат Евроазијске економске заједнице било је оснивање Центра за иновативне технологије 4. априла 2013. године, уз потписивање уговора између Руске компаније за улагања (државни фонд фондова), Казахстанске националне агенције и белоруске иновативне Фондације. Сваки од одабраних пројеката има право на финансирање од 3-90 милиона УСД и спроводи се у оквиру јавно-приватног партнерства. Првих неколико одобрених пројеката било је фокусирано на суперкомпјутере, свемирске технологије, медицину, рециклажу нафте, нанотехнологије и еколошко коришћење природних ресурса. Када ови почетни пројекти изроде одрживе комерцијалне производе, компанија планира да реинвестира профит у нове пројекте. Ова компанија није чисто економска структура; такође је дизајнирана да промовише заједнички економски простор између три земље учеснице.
Казахстан је такође био укључен у пројекат који је покренула Европска унија у септембру 2013. године, IncoNet CA. Циљ овог пројекта је да подстакне земље Централне Азије да учествују у истраживачким пројектима у оквиру Хоризонта 2020, осмог програма финансирања истраживања и иновација Европске уније. Фокус овог истраживачког пројекта је на три друштвена изазова за које се сматра да су од заједничког интереса и за Европску унију и за Централну Азију, а то су: климатске промене, енергија и здравље. IncoNet CA се заснива на искуству ранијих пројеката који су укључивали друге регионе, као што су Источна Европа, Јужни Кавказ и Западни Балкан. Укључује конзорцијум партнерских институција из Аустрије, Чешке, Естоније, Немачке, Мађарске, Казахстана, Киргистана, Пољске, Португала, Таџикистана, Турске и Узбекистана. У мају 2014, Европска унија је објавила 24-месечни позив за пријаву пројеката од збратимљених институција – универзитета, компанија и истраживачких института – за финансирање до 10.000 евра како би им се омогућило да посете објекте међусобно, како би разговарали о пројектним идејама или припремили заједнички догађаји попут радионица.
Међународни центар за науку и теһнологију (ISTC) основали су 1992. Европска унија, Јапан, Руска Федерација и САД да би ангажовали научнике који се баве оружјем у цивилним истраживачким пројектима и да би подстакли трансфер технологије. Огранци ISTC-а су основани у следећим земљама потписницама споразума: Јерменија, Белорусија, Грузија, Казахстан, Киргистан и Таџикистан. Седиште ISTC-а је премештено на Универзитет Назарбајев у Казахстану у јуну 2014, три године након што је Руска Федерација објавила да се повлачи из центра.
Казахстан није члан Организације за економску сарадњу и развој (ОЕЦД), али је влада потписала Меморандум о разумевању са ОЕЦД-ом у јануару 2015. за двогодишњи програм земље као подршку „амбициозном сету реформи политике Казахстана и институција". Ова сарадња је довела до објављивања ОЕЦД-овог прегледа иновацијске политике посвећеног Казахстану 2017.
Казахстан је постао 162. члан Светске трговинске организације 30. новембра 2015.

## Технолошки инкубатори у Казахстану
Влада је 2015. године основала Аутономни кластер фонд. Овај фонд управља парком иновативних технологија Алатау и иновативним кластером Тех Гарден, од којих оба инкубирају нова стартап предузећа.
Аутономни кластер фонд групише 233 организације, укључујући 23 универзитета, 24 истраживачка института, развојни институт, 48 фирми и заједнички инвестициони фонд.

### Алатау Парк иновативних технологија
Смештен 30 км источно од Алматија, парк је 2005. године успоставио Институт за нуклеарну физику, који датира из совјетског доба. Користи ризични капитал да повећа удео казахстанског садржаја у високим технологијама у следећим областима:
- паметна индустрија и нови материјали;
- паметно окружење;
- нови извори енергије и чисте технологије;
- финансијске технологије;
- е-трговина; и
- нови медији.

### Тех Гарден
Иновативни кластер Тех Гарден такође функционише као Посебна економска зона, са истим фискалним предностима. Служи као полигон за дигитализацију индустрије, кроз пилот пројекте, моделне фабрике и лабораторије. Она води међународни акцелераторски програм за стартап предузећа у централном Алматију, подржан од стране Министарства за инвестиције и развој, са три главна канала: индустрија, паметни градови, финансијска технологија.
У новембру 2021. године, казахстанско Министарство за дигитални развој, иновације и ваздухопловну индустрију и Астана Хуб били су домаћини Qaz Startup Battle као начина да се промовише развој казахстанског језика и садржаја у ИТ решењима.